# 臺北西站B棟
25°02′51.16″N 121°30′49.30″E / 25.0475444°N 121.5136944°E

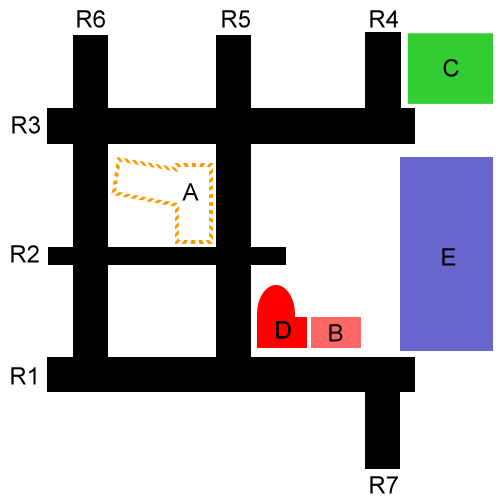
客運總站位置圖
A：國道客運臺北總站已經拆除，舊址改為機場捷運台北車站/臺北雙子星D1基地）
B：臺北西站A棟
C：臺北轉運站
D：臺北西站B棟
E：臺鐵臺北車站
R1：忠孝西路
R2：北平西路
R3：市民大道
R4：承德路
R5：重慶北路
R6：延平北路
R7：館前路

臺北西站B棟（英語譯名：Taipei West Bus Station Terminal B，又名：臺北西B站、西B站）是臺灣臺北市一座已拆除的公路客運總站，位於臺北市中正區臺北車站特定專用區交通六號用地西南角。原為臺灣省公路局臺北運輸處設立之臺北西站，1950年5月12日竣工，1980年移交臺汽客運，2001年移交國光客運。曾是臺灣省公路局、臺汽客運、國光客運在臺北的主要發車站之一；2016年9月28日5時，完成運輸任務後將所有路線移至臺北轉運站；2016年11月1日拆除，改闢臺北行旅廣場。

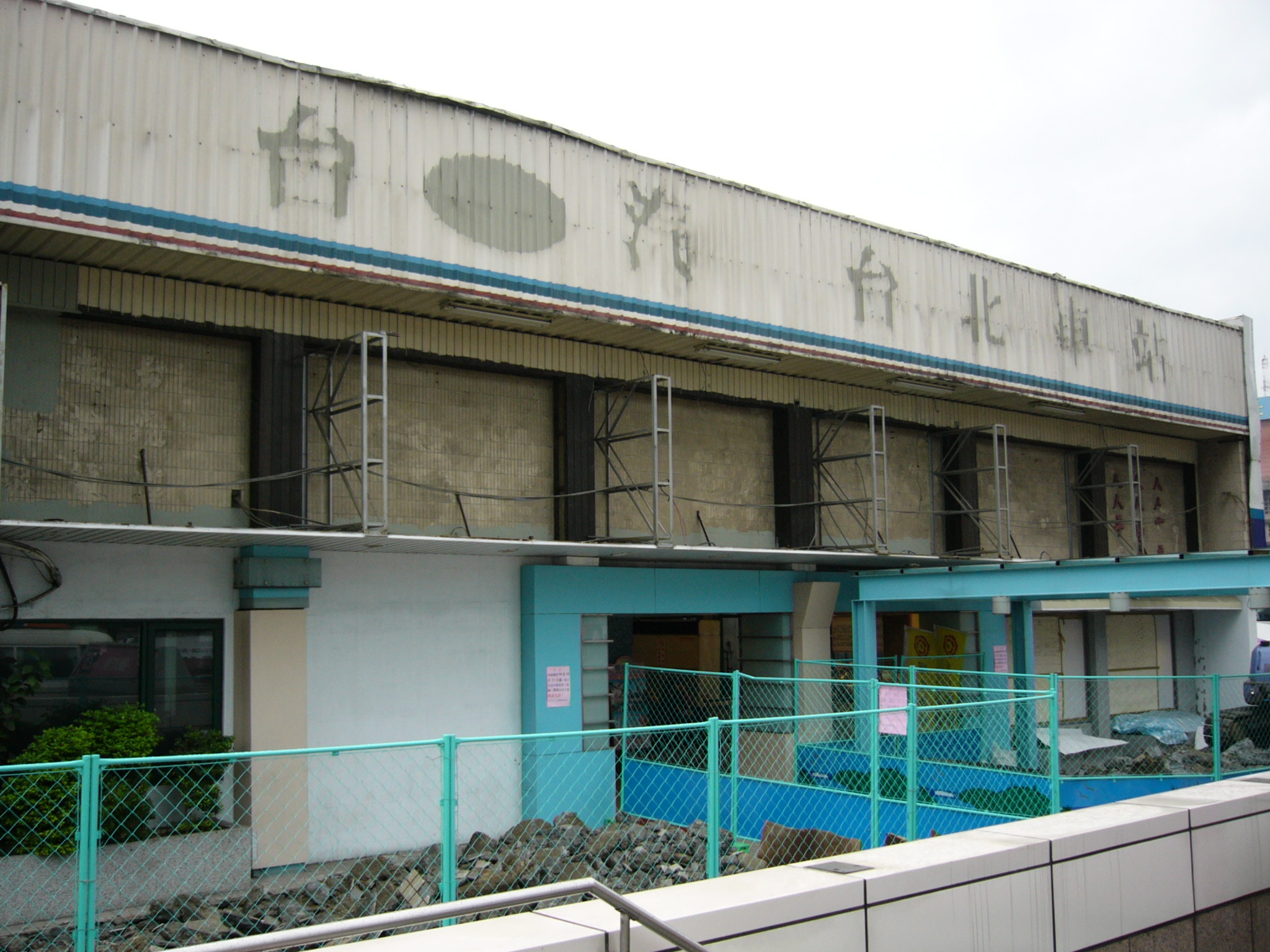
臺灣汽車客運公司臺北西站

## 概要

### 臺北西站時期
臺北西站於1950年即在目前所在位置，臺灣省公路局開始承辦全省運輸服務而設立，是該區域極少數僅存的磚造建築。交通部公路總局及臺灣省公路局開始在此建造巴士停靠站，以利來往當時全省各地的旅客有不同的選擇，是當時南北往返的重要樞紐，也是除了鐵路運輸之外最重要的陸上交通服務。該站歷史超過66年，也見證臺北鐵路地下化。
因1964年臺北西站西側（後來的鐵路警察局本部大樓處）的部分木造建物被大火燒燬，臺灣省公路局後來於1966年增建成扇形停靠站，為臺灣首座以扇形方式作為停靠方式的第一棟建築，並帶有美援時期的美式巴士客運站。
1983年臺北西站因連夜大雨而屋頂倒塌，臺灣省公路局再次整修。1992年四一九事件，民主進步黨由黃信介、許信良、施明德與林義雄等人率領群眾數萬人遊行要求總統直選，佔領忠孝東路，並夜宿臺北西站售票大廳。
臺北西站位於第三代臺北車站門口西側、北門高架橋橋頭，臺北東站（今台北西站A棟）遷至今址後接受本站管轄。
2009年，配合舊臺北東站拆除，原臺北東站發車的路線暫時由臺北西站發車。

### 臺北西站B棟時期

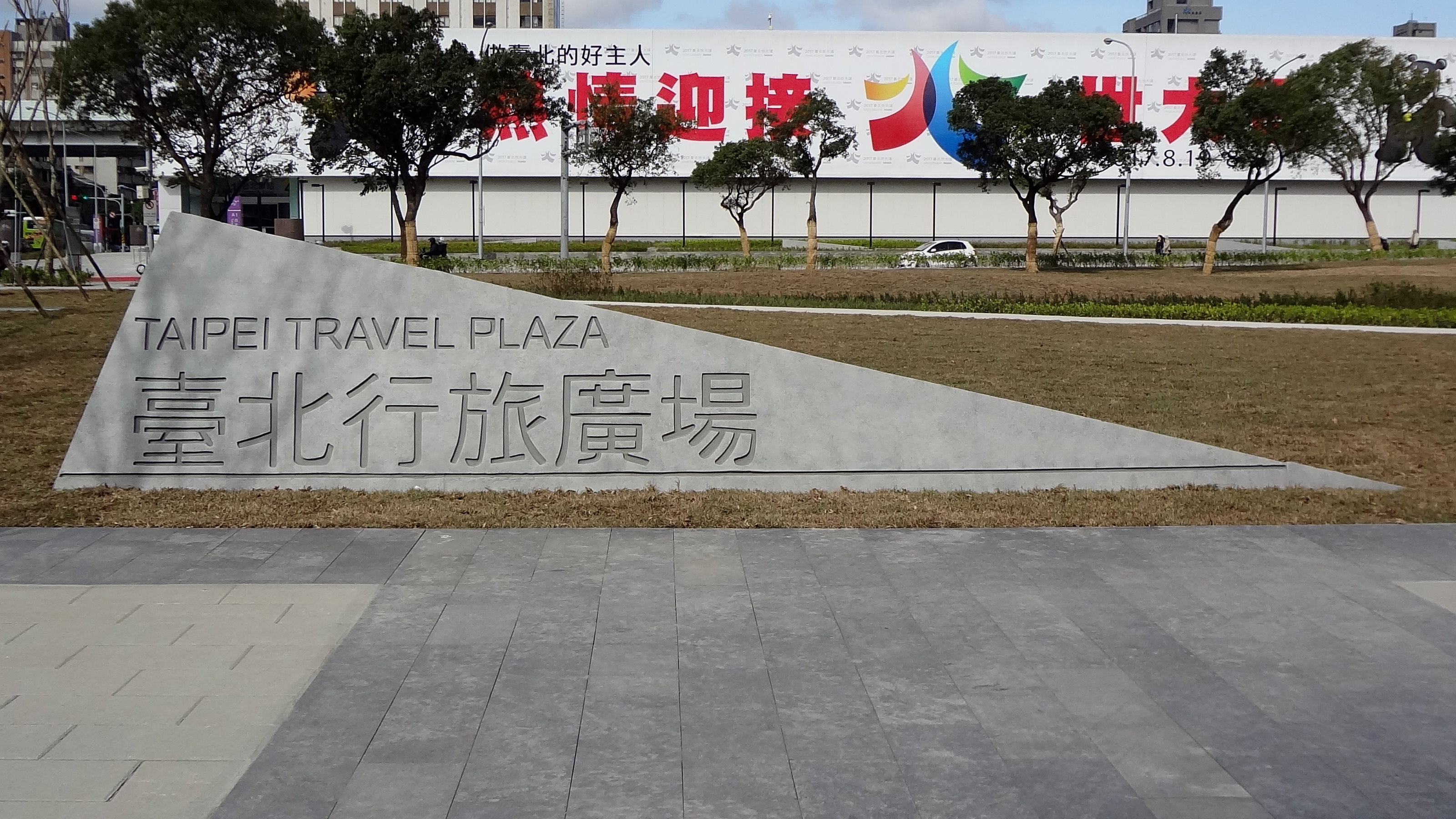
臺北行旅廣場石碑

- 2010年：配合舊臺北東站改名臺北西站A棟，本站同步更名為「臺北西站B棟」，暫時由本站發車之路線同時搬回原站。
- 2016年9月28日5時：配合臺北市政府西區門戶計畫，臺北西站B棟原發車路線正式轉移至臺北轉運站。
- 2016年11月1日：臺北市政府拆除臺北西站B棟，原址改為臺北行旅廣場、以及以「臺北車站(忠孝)」為名的公車停靠處，臺北西站B棟也就此走入歷史。

## 停靠路線
- 1817：臺北─三峽恩主公醫院、大溪（非核定站位，西站拆除後改回東吳大學城中校區發車）
- 1819：臺北─桃園機場（01:20、02:20、03:20凌晨班次）

改停靠臺北轉運站
- 1826：臺北─臺中中清路(三號門)
- 1827：臺北─臺中台灣大道(五號門)
- 1828：臺北─彰化（經台1線））(六號門)
- 1829：臺北─彰化、員林（經台1線）(六號門)
- 1830：臺北─彰化、員林、北斗明道大學（經台1線）(六號門)
- 1831：臺北─南投（經朝馬、台74線快速公路）(二號門)
- 1832：臺北─埔里（經朝馬）(一號門)
  - 經草屯：經台63線、國姓
  - 經國道6號：直達埔里
- 1833：臺北─埔里、日月潭（經國道6號）(一號門)
- 1834：臺北─嘉義 (十號門)
- 1835：臺北─嘉義、阿里山(十號門)
- 1836：臺北─嘉義、新營 （經台1線）(十號門)
- 1837：臺北─臺南（經朝馬）(九號門)
- 1838：臺北─楠梓、高雄東站(七號門)
  - 經西螺
  - 經林口、朝馬
- 1839：臺北─屏東(八號門)
  - 經西螺：國道1號－國道8號－國道3號
  - 經林口、朝馬：國道1號－彰化系統－國道3號

## 逸事
小虎隊曾經於1993年12月於本站錄製歌曲〈星光依舊燦爛〉MV，亦是極少數在巴士總站拍攝的MV，該歌曲又被巴士迷戲稱為「西站之歌」。